# Proceratium algiricum
Proceratium algiricum är en myrart som beskrevs av Auguste-Henri Forel 1899. Proceratium algiricum ingår i släktet Proceratium och familjen myror. Inga underarter finns listade i Catalogue of Life.